# Tomohyphantes niger
Tomohyphantes niger is een spinnensoort in de taxonomische indeling van de hangmatspinnen (Linyphiidae).
Het dier behoort tot het geslacht Tomohyphantes. De wetenschappelijke naam van de soort werd voor het eerst geldig gepubliceerd in 1995 door Alfred Frank Millidge.